# Odenwäldisch
Odenwäldisch ist ein südfränkischer Dialekt, der im Südosten des Odenwaldes und in Teilen des Baulands gesprochen wird. So in Baden-Württemberg u. a. um Mosbach, Mudau, Buchen, Walldürn, Hardheim und Külsheim; in Bayern/Unterfranken u. a. um Amorbach, Eichenbühl und Weilbach. Im Westen des badischen Odenwaldes spricht man hingegen Kurpfälzisch, und im hessischen Odenwald das Odenwälderische. Zum ostfränkischen Dialekt besteht eine mitunter nur schwer zu definierende Sprachgrenze.

## Phänomenologie
Auffällig ist u. a. eine gewisse Affinität zum „u“. Häufig werden also Vokale (bes. „o“) durch ein „u“ ersetzt oder in Richtung eines „u“ verschoben:
- Sommersonne → Summasunn [ˈsʊmasʊn]
- so → sou (das o wird mitgesprochen) [soʊ]
- woher → wuhea [vʊˈhɛɐ]
- Tüte → Gugge(l) [ˈgʊgə] oder Dudde [ˈdʊdə]

Aus „bügeln“ wird jedoch „bichln“ (Länge des „i“ wie die des „ü“) oder biggle [ˈbɪglə]
„st“ wird sofern nicht auf zwei Silben aufgeteilt zu „sch“ oder „schd“:
- hast du → hosch(d) (Du) [hɔʃ(d)]
- Hamster → Hamschda/Homschdor [ˈhamʃdɐ]
- Mist → Mischd(e) [ˈmɪʃd(ə)]
- Kasten → Kaschde [ˈkaʃdə]

„er“ als Endsilbe wird als „a“ gesprochen:
- Flieger → Fliga [ˈfliːgɐ]
- Meister → Meeschdor (oder Meeschda oder Moischda, je nach Ort) [ˈmeːʃdɐ]

Die Verniedlichung „...chen“ wird fast immer im Singular als „...le“ und im Plural als „...li“ gesprochen:
- Häschen → Häsle [ˈheːslə]→Häsli [ˈheːslɪ]
- Mädchen → Mädle [ˈmeːdlə]→Mädli [ˈmeːdlɪ]
- Höckerchen → Höggerle [ˈhœgɐlə] oder Heggerle [ˈhəgɐlə] →Höggerli [ˈhœgɐlɪ] oder Heggerli [ˈhəgɐlɪ]

Konsonanten werden „aufgeweicht“:
- super → subba [ˈsʊbɐ]
- gucken → gugge [ˈgʊgə]

Weitere Besonderheiten:
- Alla = Füllwort, Einleitungs- und Abschiedsformel [ˈalɐ] auch je nach Funktion und Betonung [ˈala(ː)]

z. B. alla [ˈalaː] machs gud, alla [ˈalaː] gemma, alla [ˈalɐ] hob, alla [ˈalɐ] tschüss, ...
- es = Präfix für weibliche Vor- und Kosenamen

z. B. es Dorle, oder kurz s'Dorle (Doris)
weitere Füllwörter:
- do oder her

z. B. A do guggemol no her, alles all do

## Besonderheiten im Wortschatz
Typisch odenwäldische Ausdrücke sind zum Beispiel:
| Odenwäldisch                              | Hochdeutsch |
| ----------------------------------------- | --- |
| Hingele, Hüngele                          | Huhn |
| Giggl, Gägele, Goggl (Gockel), Göiger     | Hahn |
| Merbs, Mörbs (= Mürbes)                   | Süßgebäck |
| Wann, Kerble, Gelte (Wanne), Manne (Korb) | Wäschewanne oder Gartenkorb |
| hindach, indaach                          | neulich/vor ein paar Tagen |
| Molwet                                    | Maulwurf |
| olwer [ˈɔlvɐ]                             | keine Entsprechung, a) grobschlächtig: [ən [ˈɔlvɐʀə kʰɛɐl] ein grobschlächtiger Mensch (Kerl) b) überdimensional groß, die Normen sprengend: [ə ˈɔlvɐ(ʀə)s ʃnɪt͡sl] ein riesiges Schnitzel |

## Bekannte Sprecher
- Rolf Miller
- Stefan Müller-Ruppert